# アラバマ大学
アラバマ大学（- だいがく、英語: The University of Alabama）は、米国アラバマ州タスカルーサ市に本部を置くアメリカ合衆国の州立大学。1831年創立、1831年大学設置。大学の略称はUA。
アラバマ大学システム3校の旗艦校である。他の2校はアラバマ大学バーミングハム校とアラバマ大学ハンツビル校である。アラバマ州においては、アラバマ州議会上院議員、州下院議員、アラバマ州知事、連邦最高裁判所判事、連邦上院議員、連邦下院議員、市長など多くのパワーエリートを輩出している。
州立大学ではあるが、モンゴメリー市にあるアラバマ州立大学（Alabama State University）とは異なる大学である。アラバマ州の大学の中で最もレベルの高い高等教育機関の一つであり、全米の州立大学でも50位以内にランクされることもある。ジャーナリズム学と経済学の分野では高い評価を受けている。

## 教育組織

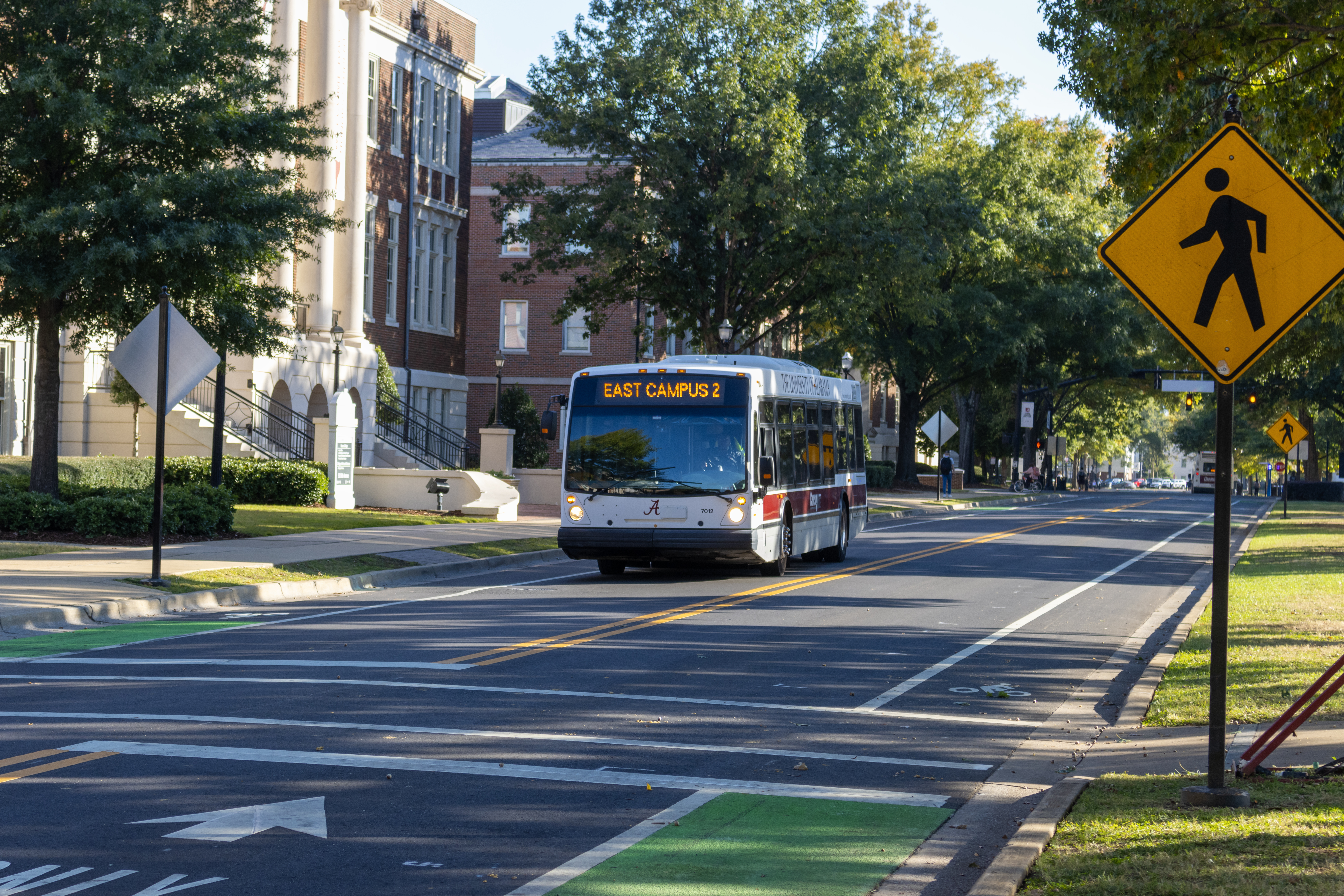
大学バス

### 学部
- College of Arts and Sciences
- College of Commerce and Business Administration
- College of Communication and Information Sciences
- College of Community Health Sciences
- Continuing Studies
- College of Education
- College of Engineering

### 大学院
- Honors
- School of Human Environmental Sciences
- School of Law
- School of Nursing
- School of Social Work

## スポーツ

### フットボール
- アラバマ大学のスポーツ・チームは、クリムゾンタイド (Crimson Tide) と呼ばれ、NCAAのディビジョンI（フットボールはディビジョンI-A）のSEC（サウスイースタン・カンファレンス）に属している。特に、カレッジ・フットボールでは強豪として知られており、ポール・ベア・ブライアントヘッドコーチ（監督に相当）の下における6回を含む、史上最多の計17回にわたり全米チャンピオンとなっている。トム・ハンクスが演じて大ヒットとなった米国映画「フォレスト・ガンプ/一期一会」はアラバマ大学フットボール部がモデルとなっている。ブライアントヘッドコーチの通算323勝は長い間全米記録であった（現在は、歴代3位）。チームマスコットは子象のビッガル（BIGAL）。
- 2009-2010シーズンはルイジアナ州立大学やヴァージニア工科大学などの強豪校を破り、全勝でSECカンファレンスチャンピオンシップに臨んだ。対戦相手のフロリダ大学もレギュラーシーズンを全勝で終えており、またハイズマントロフィー受賞のQBティム・ティーボウ（現NFLニューヨーク・ジェッツのQB）チームを率いていた事もあり、好ゲームが期待された。しかしアラバマ大学は32-13でフロリダ大学を圧倒し、10年ぶりにSECチャンピオンに輝いた。
- 2009-2010シーズンのBCSナショナル・チャンピオンシップ・ゲームではビッグ12カンファレンスチャンピオンのテキサス大学と対戦。テキサス大学のQBコルト・マッコイが早々に肩の負傷で試合から離脱した事もあり有利に試合を運び、37-21で勝利し全米チャンピオンに輝いた。14勝無敗で全米制覇をし、シリーズを終えたチームはオハイオ州立大学についで二番目である。
- ヘッドコーチのニック・セイバンは、2003年にルイジアナ州立大学でも全米チャンピオンに輝いている。二つの大学で全米タイトルを獲得したのはニック・セイバンが初である。
- 2011-2012シーズンは、BCSランキング2位で2012年1月9日にニューオーリンズのメルセデスベンツ・スーパードームで行われたBCSナショナル・チャンピオンシップ・ゲームに出場、レギュラーシーズンで敗れているAPランキング、USATODAYランキング1位で同じSECのカンファレンスチャンピオンであるルイジアナ州立大学を21-0で破り、シーズンを12勝1敗で終え、通算14回目の全米チャンピオンになった。
- 2012-2013シーズンは、BCSランキング2位で2013年1月7日に行われたBCSナショナル・チャンピオンシップ・ゲームに出場、ノートルダム大学を42-14で破り、2季連続通算14回目の全米チャンピオンになった。
- 2015-2016シーズンは、BCSランキング2位で2016年1月11日に行われたカレッジフットボール・プレーオフに出場、決勝でクレムゾン大学を45-40で破り、3季ぶり通算15回目の全米チャンピオンになった。
- 2017-2018年シーズンは、CFPランキング4位の12勝1敗で、準決勝のシュガーボウルでは1位のクレムゾンを下しナショナルチャンピオンシップで同じ1敗（13勝）の強豪カンファレンス＝サウスイースタン・カンファレンスのジョージア大学をOTのタッチダウンで26-23で破り16回目のナショナルチャンピオン（全米チャンピオン）になった。
- 2020-2021シーズンは、CFPランキング1位でカレッジフットボール・プレーオフに出場、決勝でオハイオ州立大学を52-24で破り、3季ぶり通算17回目の全米チャンピオンになった。
- AP Poll, Coaches Poll設置前を含めると、通算23回目の全米王者になる。

### The Iron Bowl
- 同じアラバマ州のオーバーン大学とはライバル関係であり、同じSoutheastern Conferenceに所属し、毎年シーズンの最終試合に対戦しIron Bowlと呼ばれる。

## 卒業生
主要記事：en:List of University of Alabama people

### アメリカンフットボール
- ショーン・アレキサンダー - NFL選手、第40回スーパーボウル出場、2005年シーズンMVP。
- コーネリアス・ベネット - NFL選手、第25回から第28回まで4年連続スーパーボウル出場。
- ポール・ベア・ブライアント - アラバマ大学フットボール部ヘッドコーチ、全米チャンピオン7回（歴代1位）、通算323勝（歴代3位）
- ジョン・ハナ - プロフットボール殿堂入り選手
- ドン・ハトソン - プロフットボール殿堂入り選手
- マーク・イングラム2世 - ハイズマン賞受賞者（2009年）
- ジョー・ネイマス - 第3回スーパーボウルMVP プロフットボール殿堂入り選手
- オジー・ニューサム - プロフットボール殿堂入り選手（クリーブランド・ブラウンズ）、ボルチモア・レイブンズゼネラルマネージャー
- レイ・パーキンス - ニューヨーク・ジャイアンツヘッドコーチ、タンパベイ・バッカニアーズヘッドコーチ
- ケン・ステイブラー - 第11回スーパーボウル優勝QB プロフットボール殿堂入り選手
- バート・スター - 第1回スーパーボウル・第2回スーパーボウルMVP、プロフットボール殿堂入り選手
- ドワイト・スティーブンソン - プロフットボール殿堂入り選手
- デリック・トーマス - プロフットボール殿堂入り選手
- リチャード・トッド - ニューヨーク・ジェッツのスターQB
- デリック・ヘンリー - 2015年度ハイズマン賞受賞者
- デヴォンタ・スミス - 2020年度ハイズマン賞受賞者
- トゥア・タゴヴァイロア - マイアミ・ドルフィンズのスターQB

### ヘッドコーチ
- ウォレス・ウェイド - 全米チャンピオン3回、ブラウン大卒
- フランク・トーマス - 全米チャンピオン2回、ノートルダム大卒
- ベア・ブライアント - 全米チャンピオン7回、アラバマ大卒
- ジーン・スターリングス - 全米チャンピオン1回、テキサス農工大卒
- ニック・セイバン - 全米チャンピオン7回、ケント州立大卒

### バスケットボール
- モーリス・ウィリアムズ - NBA選手
- ラトレル・スプリーウェル - NBA選手
- ロバート・オーリー - NBA選手
- アントニオ・マクダイス - NBA選手

### 野球
- ジミー・ネルソン - MLB（ミルウォーキー・ブルワーズ）でプレーするプロ野球選手
- ジョシュ・ラットリッジ - MLB（ボストン・レッドソックス）でプレーするプロ野球選手

### 司法
- ヒューゴ・ブラック - アメリカ連邦最高裁判所判事

### その他
- ハーパー・リー - 小説家
- ウィンストン・グルーム - 小説家
- セーラ・ウォード - 女優
- ティモシー・リアリー - 心理学者
- E・O・ウィルソン（E. O. Wilson） - 社会生物学者
- アナスタシア・ムニョス - 声優
- ジョージ・ウォレス - 元アラバマ州知事、元大統領候補、キング牧師指導下の公民権運動最盛期の60年代にアラバマ大学への黒人学生入学を阻止しようとしケネディ大統領と対立した。
- 石隈利紀 - 心理学者
- 清野宏 - 生物学者
- 岡本啓毅 - 実業家
- 石橋通宏 - 政治家
- ジャスティン・トーマス - プロゴルファー

## 新型コロナウイルスへの対応
2020年、新型コロナウイルスの感染が学内で拡大すると学校を閉鎖した。同年8月19日、授業は再開されたがタスカルーサ校を中心に約1000人の学生がウイルスの陽性反応を示す状況となった。授業再開以前にも158人の感染が判明しており、総計で1200人を突破している。

## シェルトン州立短期大学
- シェルトン州立短期大学（2年制）はアラバマ州タスカルーサ市にあり、学費も安く、レベルも格下のコミュニティカレッジであるため一般教育の単位を同校で取得した後にアラバマ大学の3年次に編入する学生も多い。なお、コミュニティカレッジを卒業する時に獲る学位は准学士（Associate degree)である。

## 提携校
- 千葉大学
- 名古屋工業大学
- 獨協大学
- 関西外国語大学